# Jean Marot (poète)
Pour les articles homonymes, voir Jean Marot et Marot.
Jean Marot (Mathieu, près de Caen, v. 1450 - Paris, fin 1526-début 1527) est un poète français de la fin du XVe et du début du XVIe siècle, que l'on place parmi les Grands Rhétoriqueurs. Jean Marot semble avoir dédaigné son patronyme et signé « Jean des Marestz ».

## Biographie

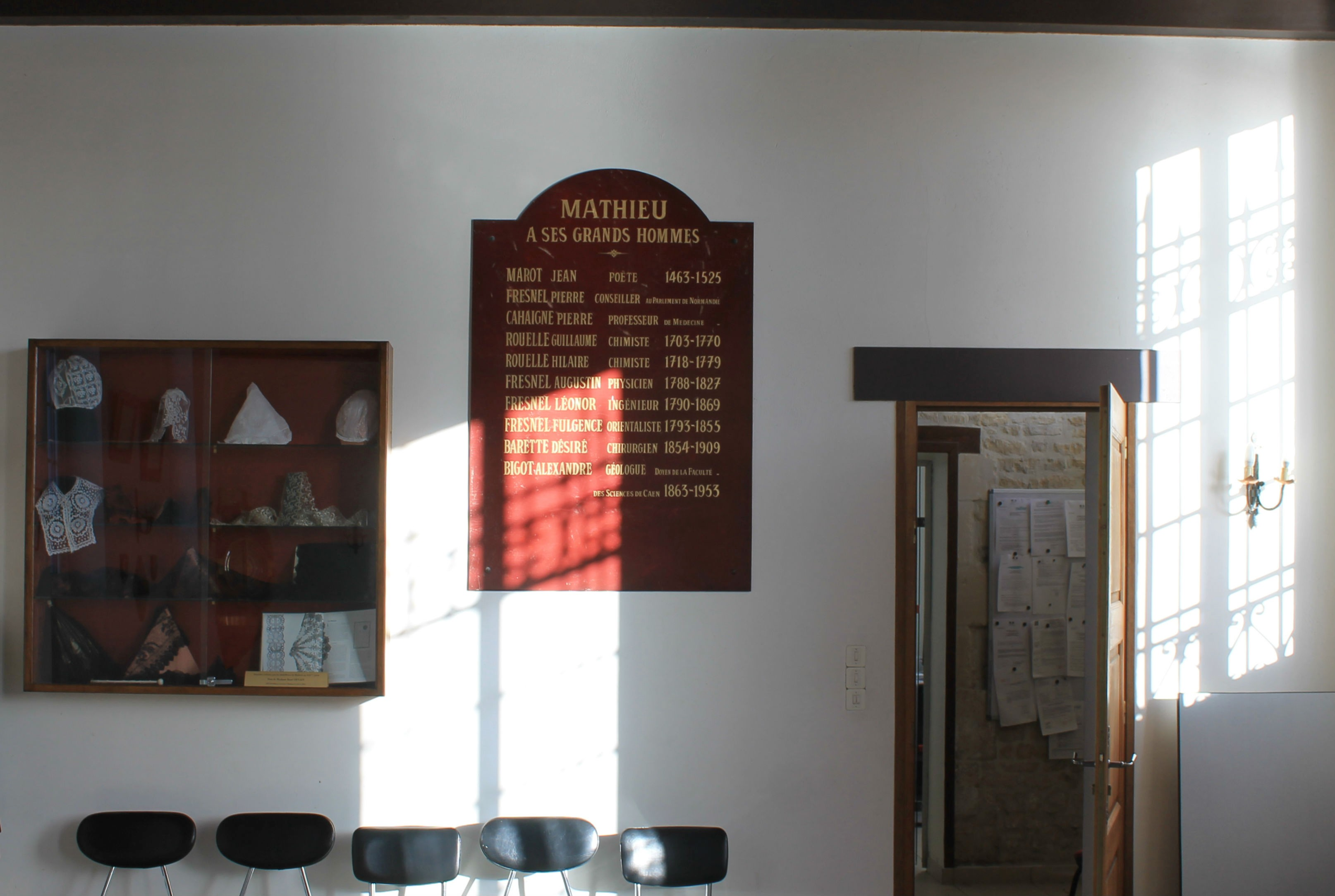
Le nom de Jean Marot sur la plaque mentionnant les grands hommes de Mathieu, dans la salle de réception de la mairie.

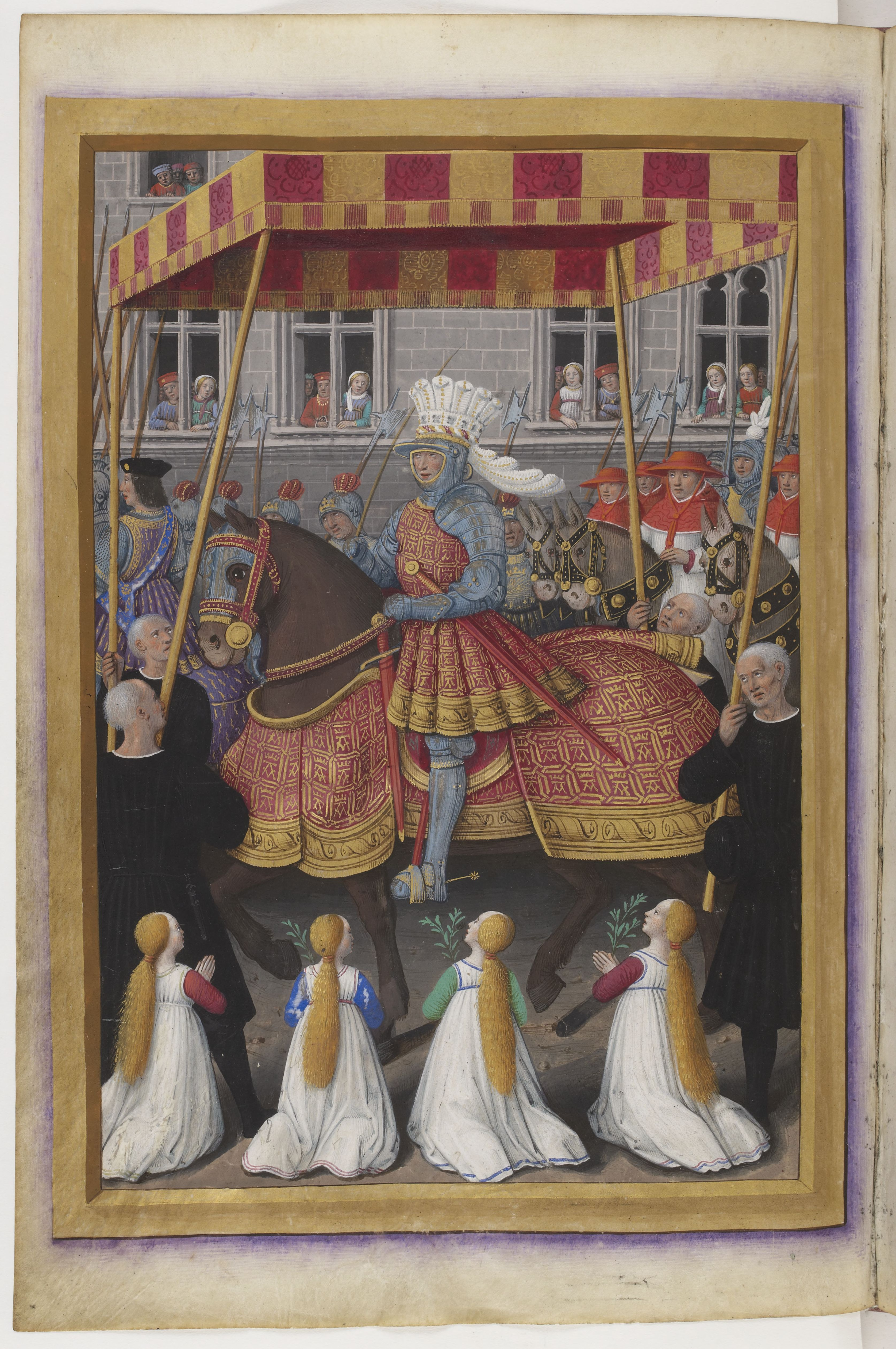
Jean Marot, Le Voyage de Gênes : Louis XII rentre triomphalement dans Gênes (29 avril 1507). Miniature de Jean Bourdichon, 1507-1508.

Jean Marot reçut une éducation négligée. On ne lui fit point apprendre le latin ; mais il y suppléa, autant qu'il fut en lui, en étudiant dans les auteurs l'histoire, la fable et la poésie. Le Roman de la Rose était sa lecture favorite. Sa bonne conduite et quelques vers qu'il avait composés lui méritèrent la protection d'Anne de Bretagne, depuis femme de Louis XII ; il fut son secrétaire en 1506 et son poète en titre. En 1507, il est nommé historiographe de Louis XII. Par ordre d'Anne de Bretagne, il suivit Louis XII dans ses expéditions de Gênes et de Venise contre Jules II, avec mission expresse de les célébrer ce qu'il fit dans deux poèmes intitulés l'un Voyage de Gênes, l'autre Voyage de Venise, où l'emploi du merveilleux ne nuit en rien à l'exactitude historique. Le premier narre la prise de Gênes par les armées de Louis XII en 1507 et le second la victoire des troupes royales sur les Vénitiens à Agnadel en 1509.
Louis XII mort, il entra au service de François Ier comme valet de garde-robe, et donna à son maître une preuve d'attachement, en composant un poème dans lequel la Noblesse, l'Église et le Labour, c'est-à-dire les trois ordres, plaident l'un après l'autre la cause du roi, qui venait d'exciter quelque mécontentement par de nouveaux impôts.
Jean Marot est le père du célèbre poète Clément Marot qui devint lui aussi un grand poète du XVIe siècle, protégé du roi de France, François Ier.

## Œuvre littéraire
- La vraye disant advocate des dames, 1506
- Le voyage de Genes, 1507
- Le voyage de Venise, 1509
- Prieres sur la restauration de la sancté de madame Anne de Bretaigne, royne de France, 1511
- L'epistre d'un complaignant l'abusif gouvernement du pape, 1511
- Le doctrinal des princesses et nobles dames (datation incertaine)
- Rondeaux